# سرور دانش
محمد سروار دانيش (بالدرية: سرور دانش) (مواليد 1961 -) سياسي من أفغانستان يشغل منصب نائب الرئيس الأفغاني منذ عام 2014، شغل سابقآ منصب وزير العدل بالأنابة من عام 2004 إلى عام 2010، ووزير التعليم العالي بالإنابة من عام 2020 إلى عام 2014.

## السنوات الأولى والتعليم
ولد محمد سرور دانيش في عام 1961 في محافظة دايكندي في وسط أفغانستان، أنهى تعليمه العالي في العراق، وسوريا، وإيران حيث حصل على درجة القانون والصحافة والدراسات الإسلامية، نال درجة الماجستير في الفقه. ومن عام 1982 حتى عام 2001 أصدر منشورات متعددة. قام دانيش بتأليف 15 كتابا و700 مقالا أكاديميآ وهو يجيد التحدث باللغة الدرية، واللغة البشتوية، واللغة العربية.

## حكومة حامد كرزاي
بعد الإطاحة بحكم طالبان وتشكيل حكومة حامد كرزاي، شارك دانيش في اللويا جيوغا عام 2002 (التجمع الطارئ لاختيار أعضاء الحكومة الانتقالية). أصدر حامد كرزاي مرسومًا بتعينه كعضو في اللجنة الدستورية ومشارك في صياغة دستور اللويا جيرغا.